# Independence (Louisiane)
Independence est une ville de la paroisse de Tangipahoa, dans l'État de Louisiane, aux États-Unis,. En 2020, elle compte une population de 1 635 habitants.

## Démographie
Lors du recensement de 2010, la ville comptait une population de 1 665 habitants, tandis qu'en 2020, elle s'élève à 1 635 habitants.